# Yverdon-les-Bains
Yverdon-les-Bains (hist. Iferten, Ifferten) – miasto uzdrowiskowe i gmina (commune) w zachodniej Szwajcarii, w kantonie Vaud, siedziba administracyjna okręgu (district) Jura-Nord vaudois. Leży nad jeziorem Lac de Neuchâtel. 1 lipca 2011 do miasta przyłączono gminę Gressy.
W mieście znajduje się słynne uzdrowisko z ciepłymi wodami mineralnymi, pochodzące z czasów Imperium Rzymskiego. Ponadto godnym uwagi miejscem jest zamek z XIII wieku (obecnie muzeum Musée d’Yverdon et Région), w którym w latach 1805–1820 Johann Heinrich Pestalozzi prowadził szkołę i zakład wychowawczy. Znajduje tu się także hipodrom.
Głównym elementem zabudowy miejskiej jest ratusz przy placu Pestalozziego 1. Dwupiętrową siedzibę władz miejskich budowano na początku lat 70. XVIII w. Pierwsze posiedzenie Rady Miasta miało tu miejsce 27 listopada 1773 r. W 1898 r. w związku z kuracyjną funkcją miasta, wzniesiono reprezentacyjne kasyno, będące odtąd wizytówką Yverdon. Autorami projektu utrzymanego w stylu neobarokowym, inspirowanego słynnym budynkiem kasyna w Monte Carlo, byli architekci Louis Besencent i Alexandre Girardet. W 1980 r. obiekt przebudowano na teatr, który od 1998 r. działa pod nazwą Théâtre Benno Besson.

## Demografia
W Yverdon-les-Bains mieszkają 29 662 osoby. W 2021 roku 37,5% populacji gminy stanowiły osoby urodzone poza Szwajcarią. Średnia wieku wynosi 40,1 lat (8,81% populacji stanowią osoby powyżej 75. roku życia). Kobiety stanowią 51,5% mieszkańców. Przyrost naturalny w stosunku do poprzedniego roku wyniósł +0.55%.

## Klimat
Klimat w Yverdon-les-Bains jest umiarkowanie ciepły, średnia roczna temperatura to 9,2 °C, średnia roczna suma opadów to 953 mm. Najcieplejszym miesiącem roku jest lipiec (18,3 °C), a najchłodniejszym – styczeń (0,1 °C).

## Osoby

### urodzone w Yverdon-les-Bains
- Benno Besson (1922-2006), aktor
- Michael Simões Domingues (1991), piłkarz reprezentacji Portugalii

## Współpraca
Miejscowości partnerskie:
- Collesano, Włochy
- Kagamino, Japonia
- Nogent-sur-Marne, Francja
- Pontarlier, Francja
- Prokuplje, Serbia
- Winterthur, Zurych

## Transport
Przez teren miasta przebiegają autostrady A1 i A5 oraz drogi główne nr 5, nr 130, nr 151 i nr 152.
Znajduje się tutaj również lotnisko Yverdon-les-Bains.